# Bläschenausschlag der Schlangen
Die Bläschenausschlag der Schlangen (Syn. Bläschenkrankheit, fälschlicherweise auch als „Pocken“ oder „Wasserpocken“ bezeichnet) ist eine nicht-eitrige Entzündung der Haut bei Schlangen, die durch kleine Bläschen am ganzen Körper gekennzeichnet ist. Die Bläschen sind zunächst mit einer klaren Flüssigkeit gefüllt und die darunterliegende Haut ist unverändert. Im weiteren Verlauf kann der Inhalt der Bläschen eitrig werden und sich eine nekrotisierende Hautentzündung entwickeln.
Der Bläschenausschlag wird vor allem durch zu feuchte Haltung und mangelnde Terrarienhygiene verursacht, das Immunsystem beeinträchtigende Faktoren spielen ebenfalls eine Rolle. Es handelt sich also um eine Faktorenkrankheit.
Die Behandlung erfolgt durch Abstellung der Haltungsmängel, Baden in desinfizierenden Substanzen und lokal antibiotische Salben. In schweren Fällen muss ein Antibiotikum systemisch verabreicht werden.
Siehe auch: Schlangenkrankheiten